# Душан Херда
Душан Херда (чеш. Dušan Herda; Јацовце, 15. јули 1951) је бивши словачки и чехословачки фудбалер.

## Каријера
Почео је да игра са 11 година у Јацовцу. Као седамнаестогодишњак долази 1962. у прашку Славију(1969–1971 и 1974-1980). За овај клуб је одиграо 241 првенствених утакмицу и постигао 68 голова. Шест година касније у Славији му се придружио и брат Петар Херда и заједно су наступали до 1980. Душан је једна од највећих клупских легфенди Славије. Наступао је и за Дуклу из Прага (1971–1973) и ФК Бохемија Праг (19812–1982). Са младом репрезентацијом Чехословачке на Европском првенству у фудбалу до 23 године је освојио злато 1972. Био је и дио шампионског тима на Европском фудбалском првенству 1976. За репрезентацију је одиграо два меча у пријатељским утакмицама против Пољске и Холандије. 

## Национална лига
| Сезона                                  | Наступа | Голова | Клуб             |
| --------------------------------------- | ------- | ------ | ---------------- |
| 1. чехословачка лига 1968/69            | 9       | 1      | ФК Славија Праг  |
| 1. чехословачка лига 1969/70            | 27      | 7      | ФК Славија Праг  |
| 1. чехословачка лига 1970/71            | 27      | 8      | ФК Славија Праг  |
| 1. чехословачка лига 1971/72            | 16      | 2      | ФК Дукла Праг    |
| 1. чехословачка лига 1972/73            | 20      | 2      | ФК Дукла Праг    |
| 1. чехословачка лига 1973/74            | 29      | 15     | ФК Славија Праг  |
| 1. чехословачка лига 1974/75            | 26      | 6      | ФК Славија Праг  |
| 1. чехословачка лига 1975/76            | 27      | 7      | ФК Славија Праг  |
| 1. чехословачка лига 1976/77            | 17      | 4      | ФК Славија Праг  |
| 1. чехословачка лига 1977/78            | 24      | 6      | ФК Славија Праг  |
| 1. чехословачка лига 1978/79            | 25      | 3      | ФК Славија Праг  |
| 1. чехословачка лига 1979/80            | 22      | 10     | ФК Славија Праг  |
| 1. чехословачка лига 1980/81            | 9       | 1      | ФК Славија Праг  |
| 1. чехословачка лига 1980/81            | 15      | 2      | ФК Бохемија Праг |
| 1. чехословачка лига 1981/82            | 22      | 3      | ФК Бохемија Праг |
| Чешка национална фудбалска лига 1982/83 | 22      | 11     | SC Xaverov       |
| Чешка национална фудбалска лига 1983/84 | 28      | 13     | SC Xaverov       |
| Чешка национална фудбалска лига 1984/85 | 27      | 13     | SC Xaverov       |
| Чешка национална фудбалска лига 1985/86 | 28      | 4      | SC Xaverov       |
| Чешка национална фудбалска лига 1986/87 | 28      | 7      | SC Xaverov       |
| УКУПНО                                  | 315     | 77     |                  |